# Церква Різдва Богородиці (Ратне)
Церква Різдва Пресвятої Богородиці — чинна дерев'яна церква, пам'ятка архітектури місцевого значення (охоронний номер 232-м) у селищі міського типу Ратне Ратнівського району Волинської області. Перша згадка про храм датується 1614 роком. Сучасна будівля зведена у 1793 році після перебудови старої церкви. Є найдавнішою збереженою сакральною спорудою в Ратному і пам'яткою  архітектурної школи XVII—XVIII століть. Парафія належить до Володимир-Волинської єпархії Української православної церкви.

## Історія

### XVII—XVIII століття
Перша документальна згадка про церкву Різдва Пресвятої Богородиці в Ратному міститься в люстрації 1661 року. В документі згадується привілей короля Сигізмунда ІІІ від 1614 року, яким церкві надавались земельні володіння в селі Конище. До храму також належала каплиця в селі Здомишель, а селяни Здомишля та Глух мали сплачувати на церкву медову данину.
Близько 1635 року, за настоятельства священника Михайла Кульчицького, храм перейшов до унії. Цей перехід викликав супротив з боку православних міщан на чолі з бурмістром та райцями. Священник скаржився до холмського гродського суду, що вони «по духу православні», завдають йому збитків, лають та побили його слугу.
Наприкінці XVIII століття стара церковна будівля занепала. У 1793 році храм було перебудовано з вівтарем, орієнтованим на південь. 23 квітня того ж року церкву освятив єпископ Холмський і Белзький Порфирій Важинський. В деяких джерелах роком перебудови також вказуються 1775 та 1795 роки.

### XIX—XXI століття
У 1874 році церкву відремонтували коштом парафіян за старанням місцевого священника Володимира Дмоховського. У 1882 році до бабинця було прибудовано дерев'яну дзвіницю.
На початку XX століття парафія налічувала 1308 душ. До неї були приписані села Лучичі, де на кладовищі стояла церква Казанської Божої Матері, та Конище з Іоакимо-Аннівською цвинтарною церквою.
Рішенням виконавчого комітету Волинської обласної ради від 3 квітня 1992 року № 76 церкву взято під охорону як пам'ятку архітектури місцевого значення з охоронним номером 232-м.
Вночі з 19 на 20 лютого 2004 року була спроба підпалу храму, але вогонь вдалося вчасно загасити. Ще одна пожежа сталася у грудні 2010 року. У 2014 році парафія відзначила 400-річчя з часу першої писемної згадки про церкву.
Тривалий час настоятелем храму був протоієрей Іоан Цюркало. Станом на 2025 рік настоятелем є протоієрей Сергій Кисель.

## Архітектура
Церква дерев'яна, збудована на кам'яному фундаменті. Є пам'яткою архітектурної школи XVII—XVIII століть і вважається типовим для середньовічного Полісся храмом.
Будівля складається з видовженого прямокутного нефа, гранчастої п'ятистінної апсиди та майже квадратного в плані притвору з двоярусною дзвіницею над ним. Дзвіницю, прибудовану в 1882 році, увінчує аркада та шатровий дах. Центральний зруб має унікальний варіант перекриття перехідного типу, що поєднує конструктивні особливості чотиригранного та восьмигранного шатрів.
Ззовні церква пофарбована в білий колір, а всередині — у блакитний. Дах покритий залізом. Храм має один верх (купол) та п'ять дзвонів. Єдина будівля з такою давньою історією, що збереглась у Ратному.

## Громада
Релігійна громада офіційно зареєстрована 24 грудня 1991 року. Повна назва — Релігійна організація «Свято-Різдво-Богородична релігійна громада Української православної церкви» селище Ратне Ратнівського району. Парафія перебуває в юрисдикції Володимир-Волинської єпархії УПЦ (МП).
Щороку 21 вересня, на свято Різдва Пресвятої Богородиці, громада відзначає престольне свято, яке супроводжується урочистими богослужіннями та хресним ходом.
У Державному архіві Волинської області зберігаються метричні книги церкви за 1912 та 1934—1938 роки, які охоплювали також села Видраниця, Конище та Лучичі.

## Галерея

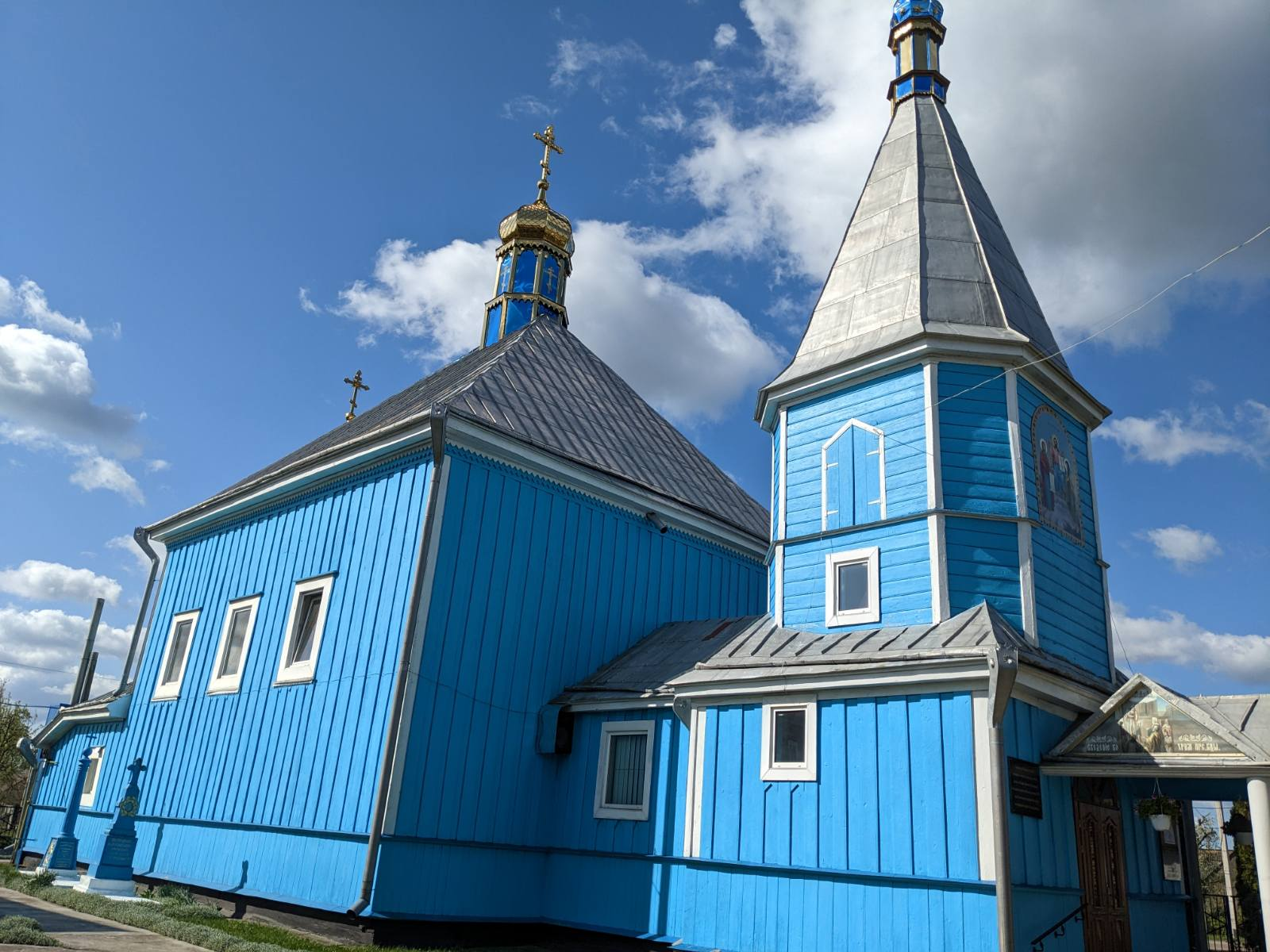
Церква Різдва Богородиці, селище Ратне
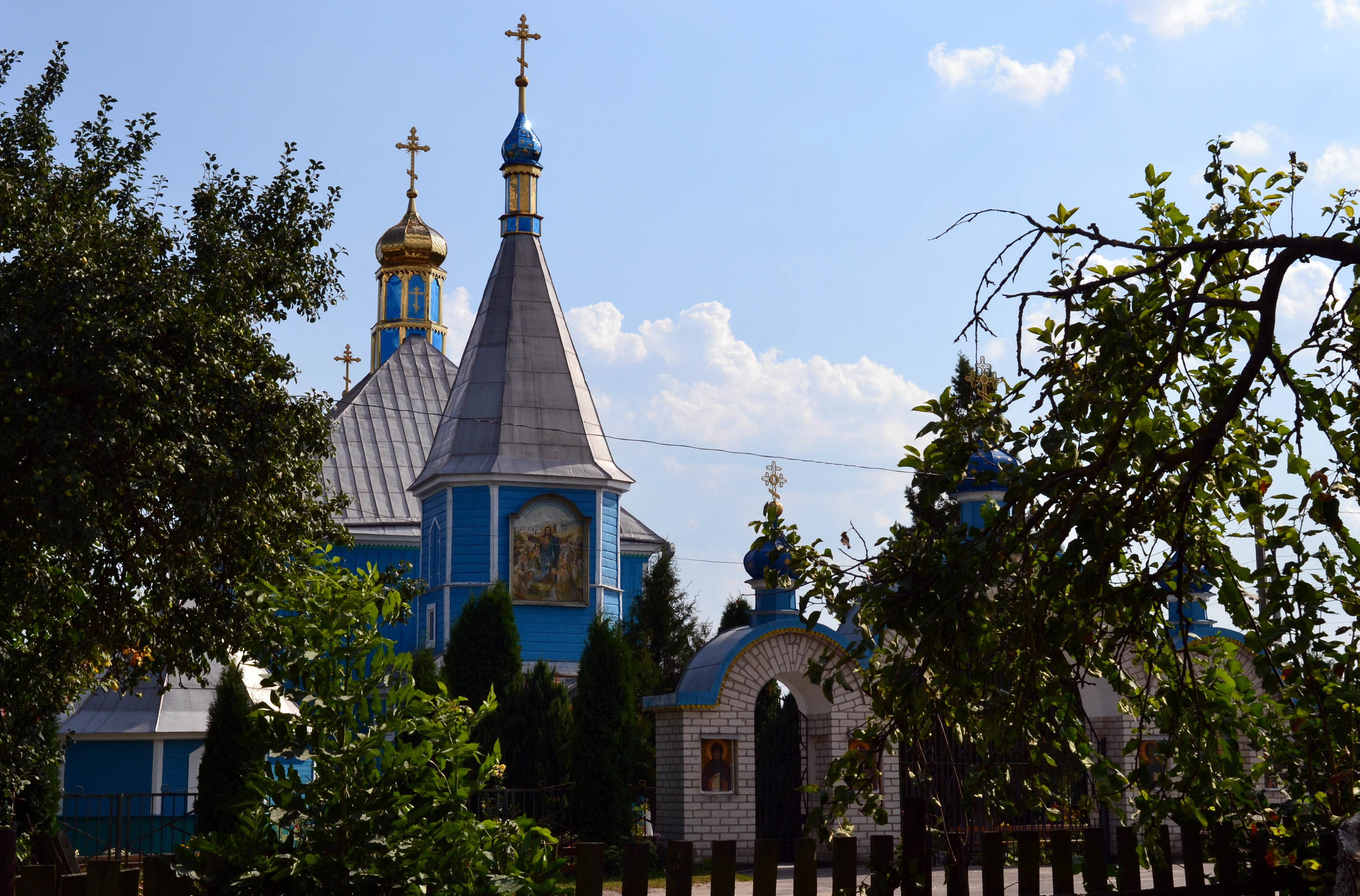
Вигляд з півночі
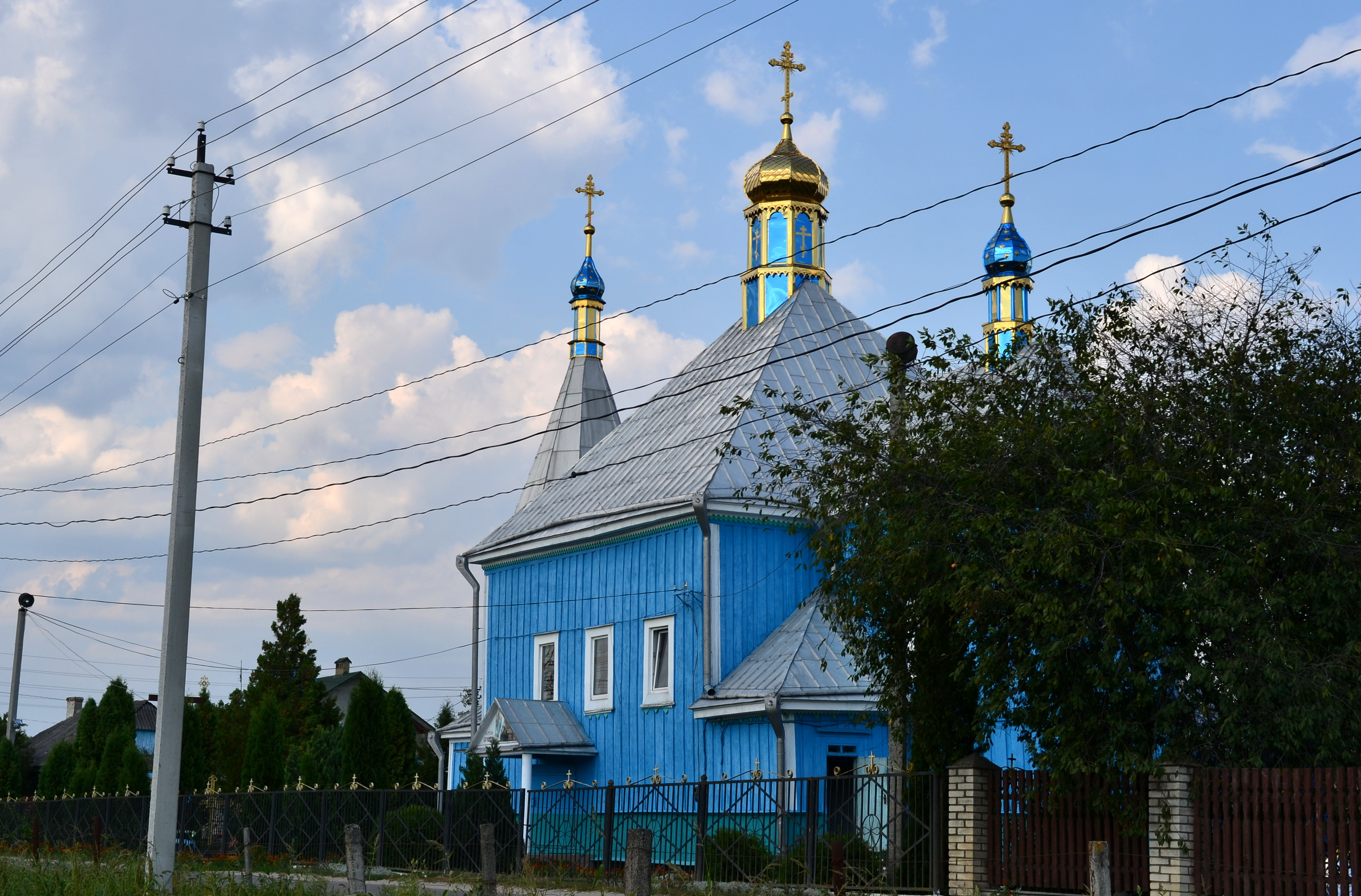
Вигляд з південного заходу
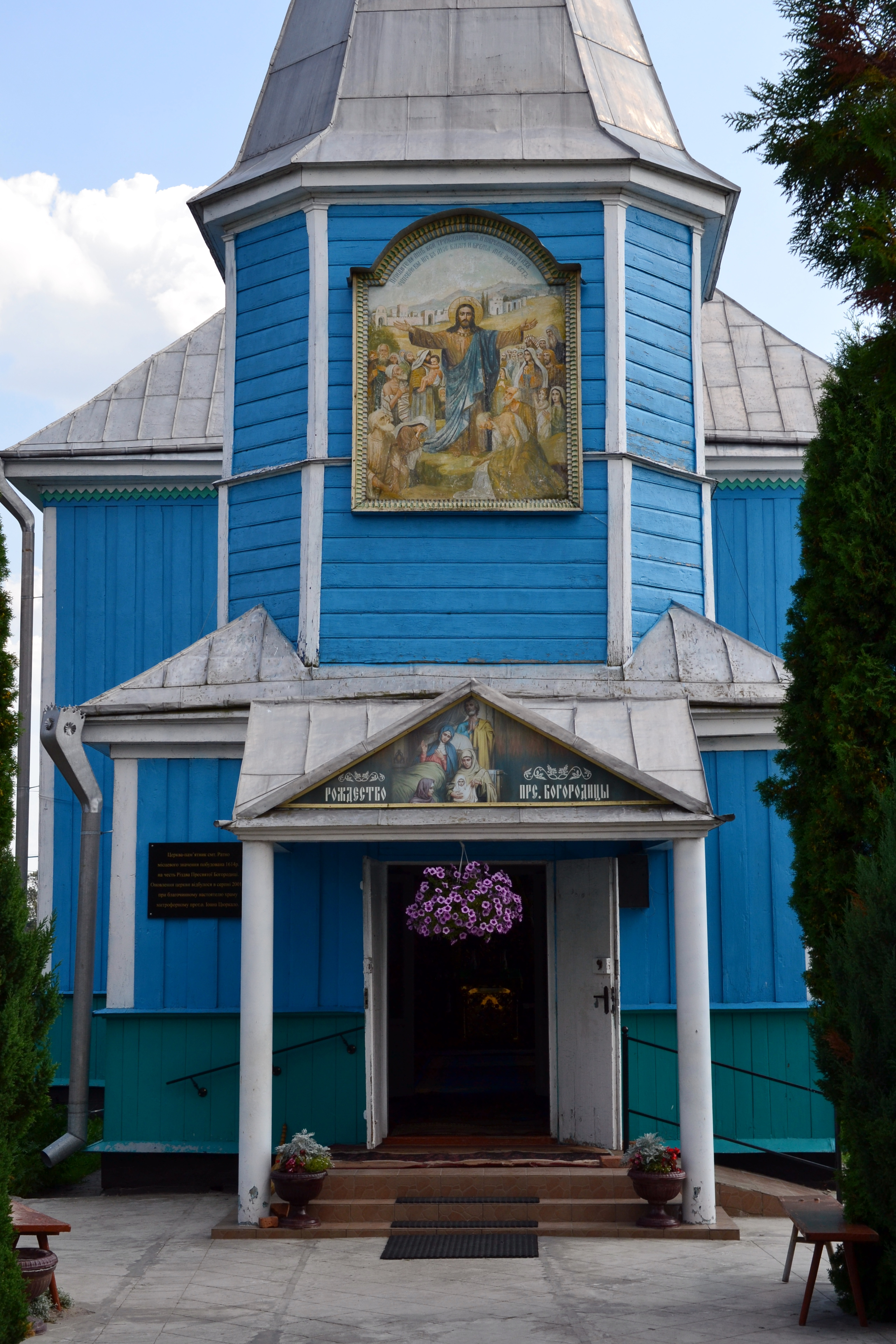
Центральний вхід
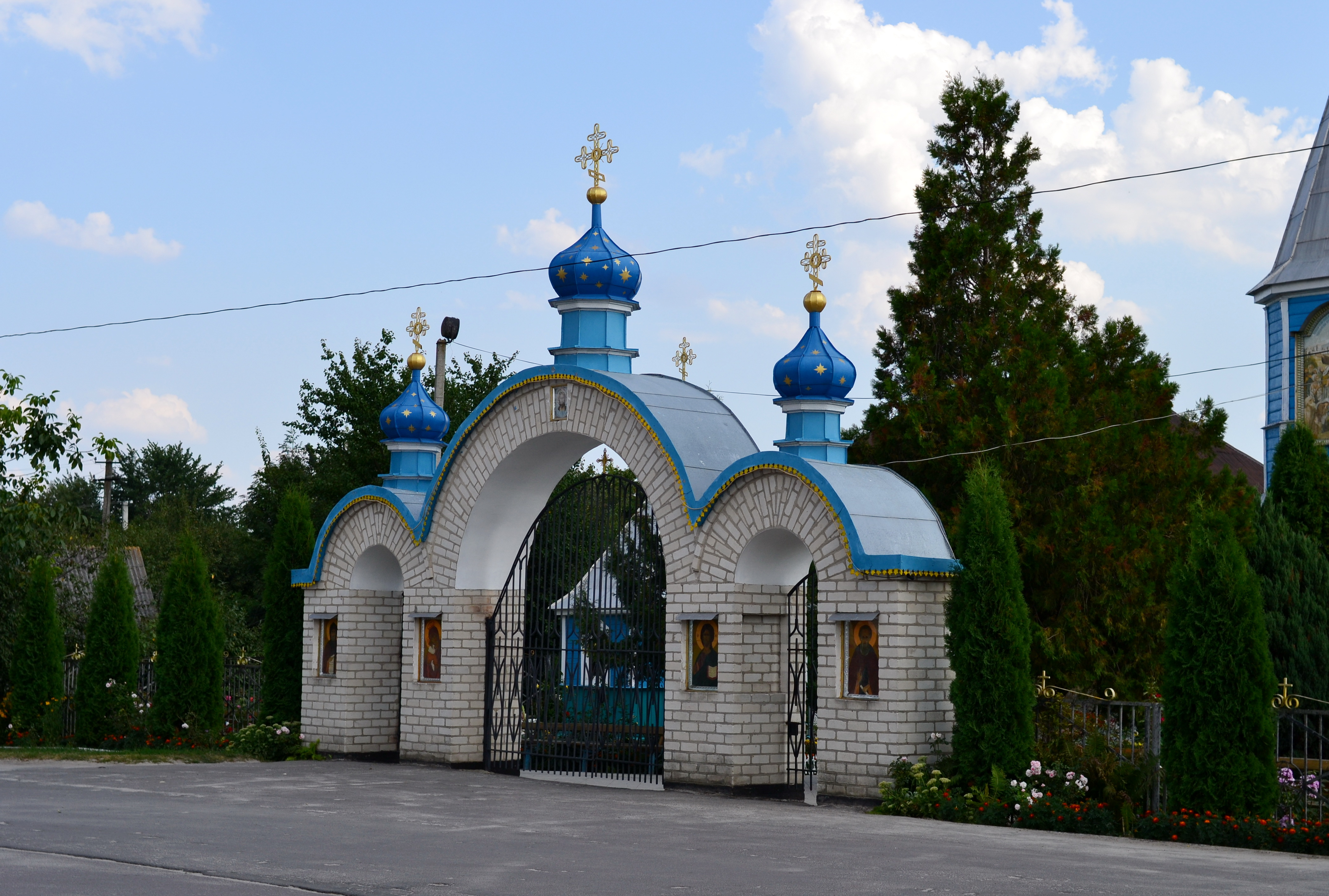
Центральна брама
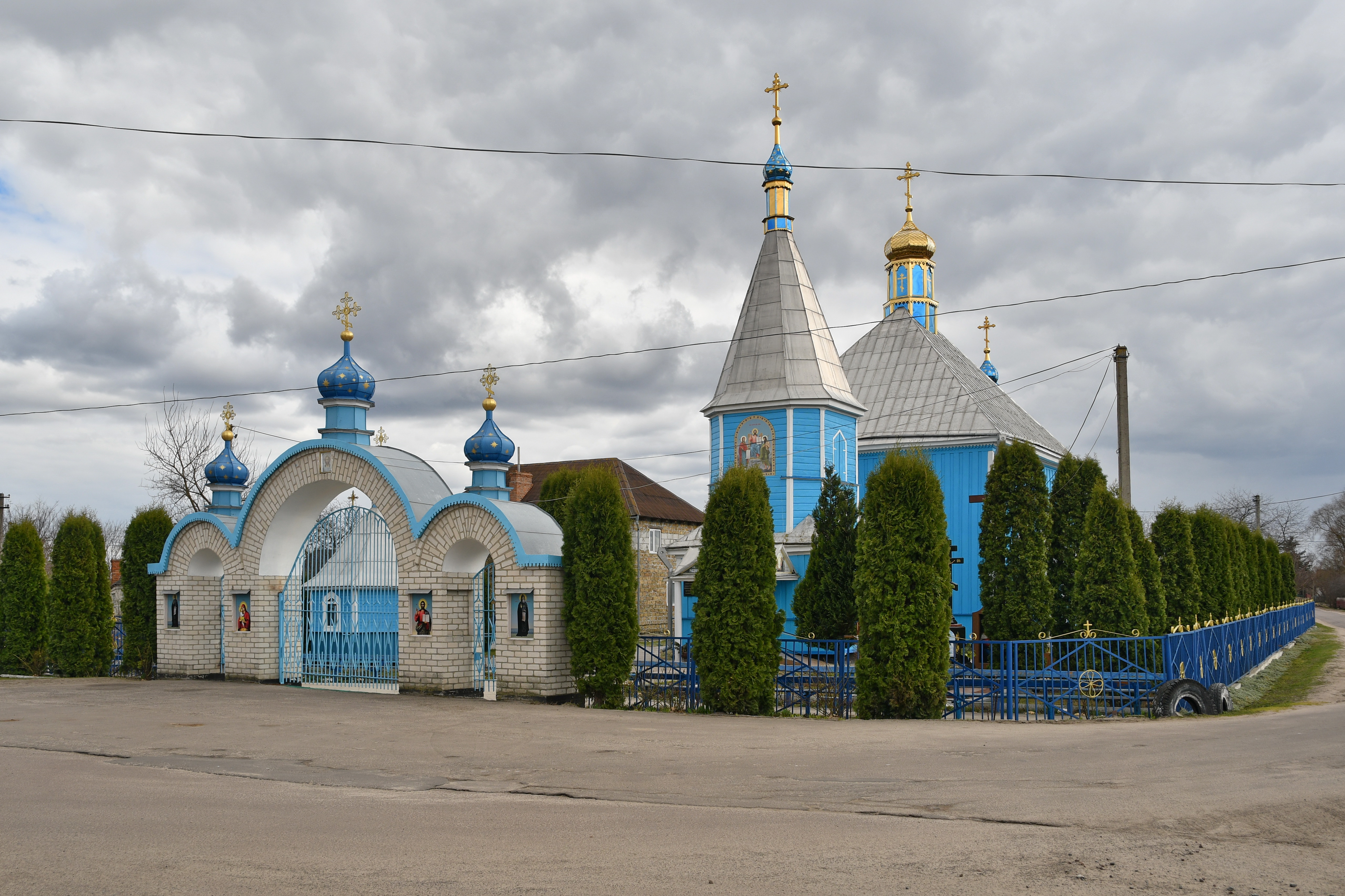
Вигляд з північного заходу, 2021 рік
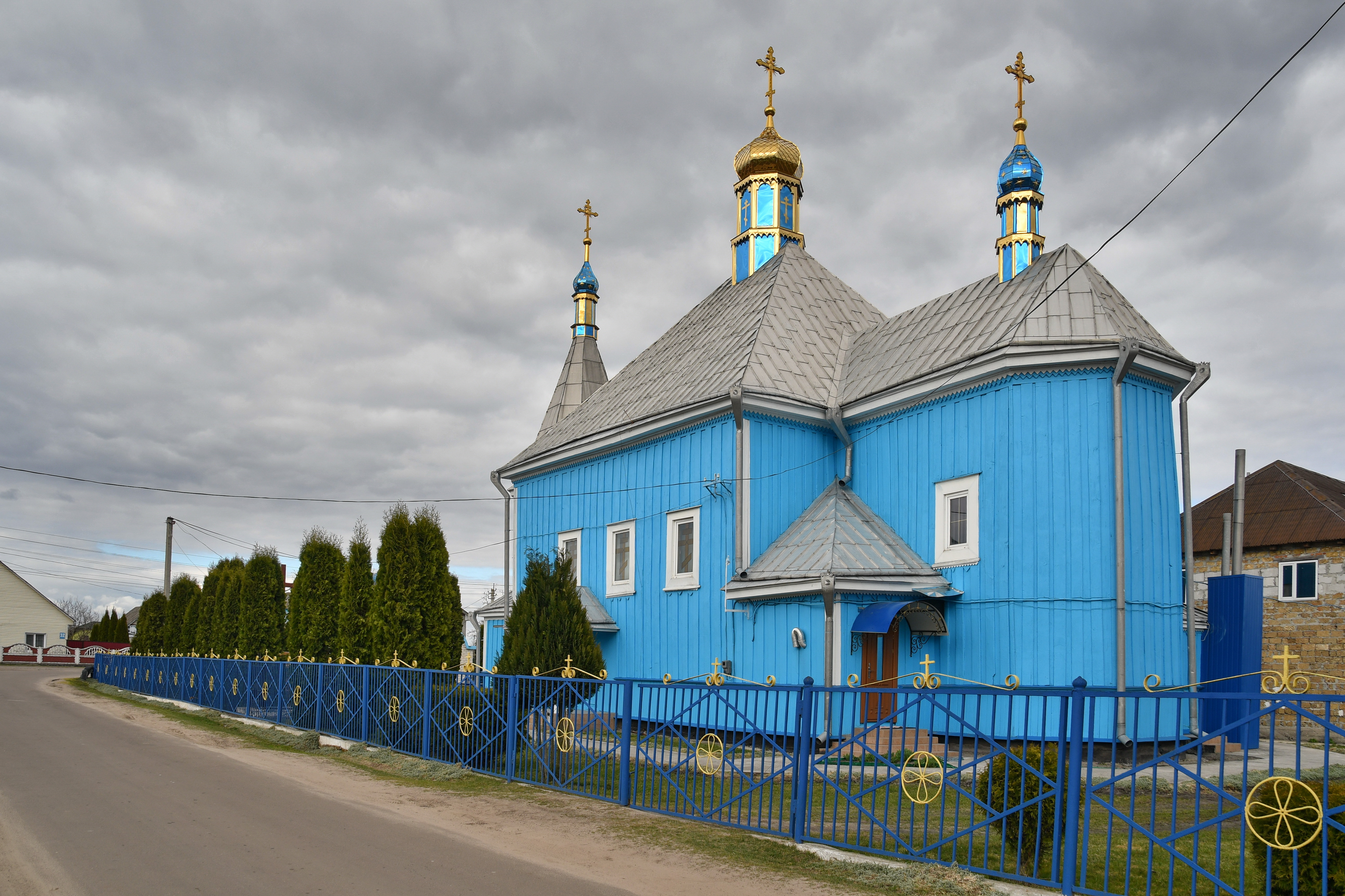
Вигляд з південного заходу, 2021 рік